# روبرت كاري لونغ جونيور
روبرت كاري لونغ جونيور (بالإنجليزية: Robert Cary Long, Jr.)‏ هو مهندس معماري أمريكي، ولد في 1810، وتوفي في 1849.